# Abdullah Qazi
Abdullah Qazi (25 marzo 1995) è un ex calciatore pakistano, di ruolo difensore.

## Carriera

### Club
Nella stagione 2015-2016 ha giocato nella seconda divisione maltese con il Melita. In seguito tra il 2018 ed il 2019 ha giocato nelle serie minori statunitensi (quarta e quinta divisione).

### Nazionale
Nel 2018 ha esordito in nazionale.

## Statistiche

### Cronologia presenze e reti in nazionale
| Cronologia completa delle presenze e delle reti in nazionale ― Pakistan | Cronologia completa delle presenze e delle reti in nazionale ― Pakistan | Cronologia completa delle presenze e delle reti in nazionale ― Pakistan | Cronologia completa delle presenze e delle reti in nazionale ― Pakistan | Cronologia completa delle presenze e delle reti in nazionale ― Pakistan | Cronologia completa delle presenze e delle reti in nazionale ― Pakistan | Cronologia completa delle presenze e delle reti in nazionale ― Pakistan | Cronologia completa delle presenze e delle reti in nazionale ― Pakistan |
| Data                                                                    | Città                                                                   | In casa                                                                 | Risultato                                                               | Ospiti                                                                  | Competizione                                                            | Reti                                                                    | Note                                                                    |
| ----------------------------------------------------------------------- | ----------------------------------------------------------------------- | ----------------------------------------------------------------------- | ----------------------------------------------------------------------- | ----------------------------------------------------------------------- | ----------------------------------------------------------------------- | ----------------------------------------------------------------------- | ----------------------------------------------------------------------- |
| 4-9-2018                                                                | Dacca                                                                   | Nepal                                                                   | 1 – 2                                                                   | Pakistan                                                                | SAFF Championship 2018                                                  | -                                                                       | 65’                                                                     |
| 6-9-2018                                                                | Dacca                                                                   | Bangladesh                                                              | 1 – 0                                                                   | Pakistan                                                                | SAFF Championship 2018                                                  | -                                                                       |                                                                         |
| 8-9-2018                                                                | Dacca                                                                   | Pakistan                                                                | 3 – 0                                                                   | Bhutan                                                                  | SAFF Championship 2018                                                  | -                                                                       |                                                                         |
| 12-9-2018                                                               | Dacca                                                                   | India                                                                   | 3 – 1                                                                   | Pakistan                                                                | SAFF Championship 2018                                                  | -                                                                       | 51’ 80’                                                                 |
| 16-12-2018                                                              | Doha                                                                    | Palestina                                                               | 2 – 0                                                                   | Pakistan                                                                | Amichevole                                                              | -                                                                       |                                                                         |
| 6-6-2019                                                                | Phnom Penh                                                              | Cambogia                                                                | 2 – 0                                                                   | Pakistan                                                                | Qual. Mondiali 2022                                                     | -                                                                       | 66’                                                                     |
| Totale                                                                  |                                                                         | Presenze                                                                | 6                                                                       |                                                                         | Reti                                                                    | 0                                                                       |                                                                         |